# Ky Kiske
Ky Kiske è un personaggio immaginario appartenente al franchise videoludico Guilty Gear, creato da Daisuke Ishiwatari, dove è il coprotagonista.
Ky Kiske è rivale di Sol Badguy, marito di Dizzy e padre di Sin Kiske.

## Creazione
Ky Kiske prende il nome dai membri della band tedesca Helloween Kai Hansen e Michael Kiske. Ride the Lightning and Rising Force, due delle sue mosse, si ispirarono rispettivamente agli album dei Metallica e Yngwie Malmsteen. La sua colonna sonora, "Holy Orders (Be Just or Be Dead)", è un riferimento per "Be Quick or Be Dead" di Iron Maiden.

### Profilo
Ky Kiske,a partire da Guilty Gear Xrd ha 29 anni,è alto 178 centimetri e pesa 58 chili,il suo gruppo sanguigno è AB.
Il suo hobby è collezionare tazze da tè. Ky apprezza la sua famiglia.

## Biografia immaginaria
Rimasto orfano all'età di 10 anni durante la guerra santa, una guerra di 100 anni tra l'umanità e le armi bioorganiche chiamate "Gears", incontrò l'allora comandante del Sacro Ordine dei Cavalieri Sacri (Seikishidan), Kliff Undersn. A Ky è stato detto di tornare dopo cinque anni di allenamento se voleva davvero combattere, ed è stato quello che ha fatto. A causa della pensione dei Sottomarini, il sedicenne Ky Kiske è stato nominato il nuovo capo dell'Ordine. Con l'appuntamento, gli fu dato il Fuuraiken (封 雷 剣, Spada tonante), uno dei tesori più santi dell'Ordine e un'arma che consente al possessore di manipolare i fulmini. Li ha portati a vincere, ponendo fine alla guerra e con il suo scopo raggiunto l'Ordine è stato sciolto. Cinque anni dopo, Ky è enntrò nelle forze di polizia internazionali, delle quali divenne il capitano.
Ky partecipa a un torneo che selezionerà i membri per un secondo Sacro Ordine dei Sacri Cavalieri all'inizio di Guilty Gear dopo aver sentito le voci sulla possibile resurrezione di Justice, un comandante Gear che era alla guida dei Gears durante la guerra santa.
In Guilty Gear X, Ky sente nuove voci, quelle di un nuovo comandante Gear che non vuole fare del male agli umani: Dizzy. Si mette alla ricerca dei difetti del suo concetto di Justice. In Guilty Gear X2, ritorna alle sue normali funzioni di capitano dell'IPF dopo aver salvato Dizzy sconfitta e averle affidata a Johnny. Quando torna al lavoro, Ky viene spinto in una nuova cospirazione che include cloni di robot di se stesso - chiamati Robo-Ky, un'organizzazione segreta, I-No, e il suo rivale, Sol Badguy.  Nel suo sequel, Guilty Gear XX Accent Core Plus, dopo aver scoperto l'interesse dell'Ufficio dell'Amministrazione postbellica per Dizzy, Ky abbandona il suo posto di polizia, protegge Dizzy e la aiuta a controllare i suoi poteri.
In Guilty Gear 2: Overture  Ky diventa il re di una terra chiamata Illyria. Inoltre ha avuto un figlio,Sin Kyske con il geear Dizzy,affidato in seguito a Sol Badguy.  Essendo cresciuto molto più maturo e composto nel corso degli anni, la sua rivalità e animosità nei confronti di Sol è diminuita, Tuttavia, è in costante conflitto nei confronti della propria inettitudine di essere padre e marito a causa della sua propensione per Gears.
Ky è un personaggio giocabile in Guilty Gear Xrd . Affida al suo vecchio amico Leo Whitefang il compito di sostituirlo nel ruolo re di Illriya. Dopo il ritorno di Dizzy, suo figlio Sin inizia a chiamarlo "papà", tanto per la felicità di Ky da sentirlo da suo figlio. Negli ultimi capitoli della modalità storia durante l'imboscata del Conclave nell'usare Justice per attaccare Illriya,   A Ky è stato tesa un'imboscata sembra essereeì stato ucciso da un membro del Conclave, Axus. Tuttavia, Ky torna subito in piedi per finire Axus. Al risveglio dai colpi fatali di Axus su di lui, l'occhio sinistro di Ky diventa rosso e ha un segno di ingranaggio, portando la vera specie di Ky di avere una Gear Cells rimasta sconosciuta, o solo un umano impiantato con Gear Cell o un altro ibrido umano / Gear come sua moglie e figlio. È stato spiegato prima di rivelarsi di avere una Gear Cell, i suoi capelli continuano a crescere rapidamente molte volte a causa del rapido progresso di quelle cellule, ed era originariamente destinato al ritorno di Dizzy. Ricomparirà in Guilty Gear -STRIVE-.